# Stitchers
Stitchers é uma série de televisão estadunidense criada por Jeffrey Alan Schechter e exibida pela ABC Family (agora Freeform) desde 2 de junho de 2015.

## Enredo
Stitchers é um drama que acompanha Kirsten, uma jovem recrutada por uma agência secreta do governo para ser “acoplada” na mente daqueles que faleceram recentemente, usando a memória de quem se foi para investigar assassinatos e decifrar mistérios que, em outras circunstâncias, seriam enterrados juntamente com os mortos.

## Elenco

### Elenco principal
- Emma Ishta como Kirsten Clark
- Kyle Harris como Cameron Goodkin
- Ritesh Rajan como Linus Ahluwalia
- Salli Richardson-Whitfield como Maggie Baptiste
- Allison Scagliotti como Camille Engelson

### Elenco recorrente
- Damon Dayoub como Quincy Fisher
- Hugo Armstrong como Ed Clark
- Tiffany Hines como Marta Rodriguez
- Kaylee Quinn como Kirsten Clark (jovem)
- Oded Fehr como Leslie Turner

## Produção
A série foi escolhido oficialmente até série em 29 de setembro de 2014.
Em 14 de julho de 2015, a série foi renovada para uma segunda temporada.
Em 6 de outubro de 2016 a série foi renovada para uma terceira temporada após um apelo dos fãs. Ela está marcada para estrear em 5 de junho de 2017.